# 开场投手

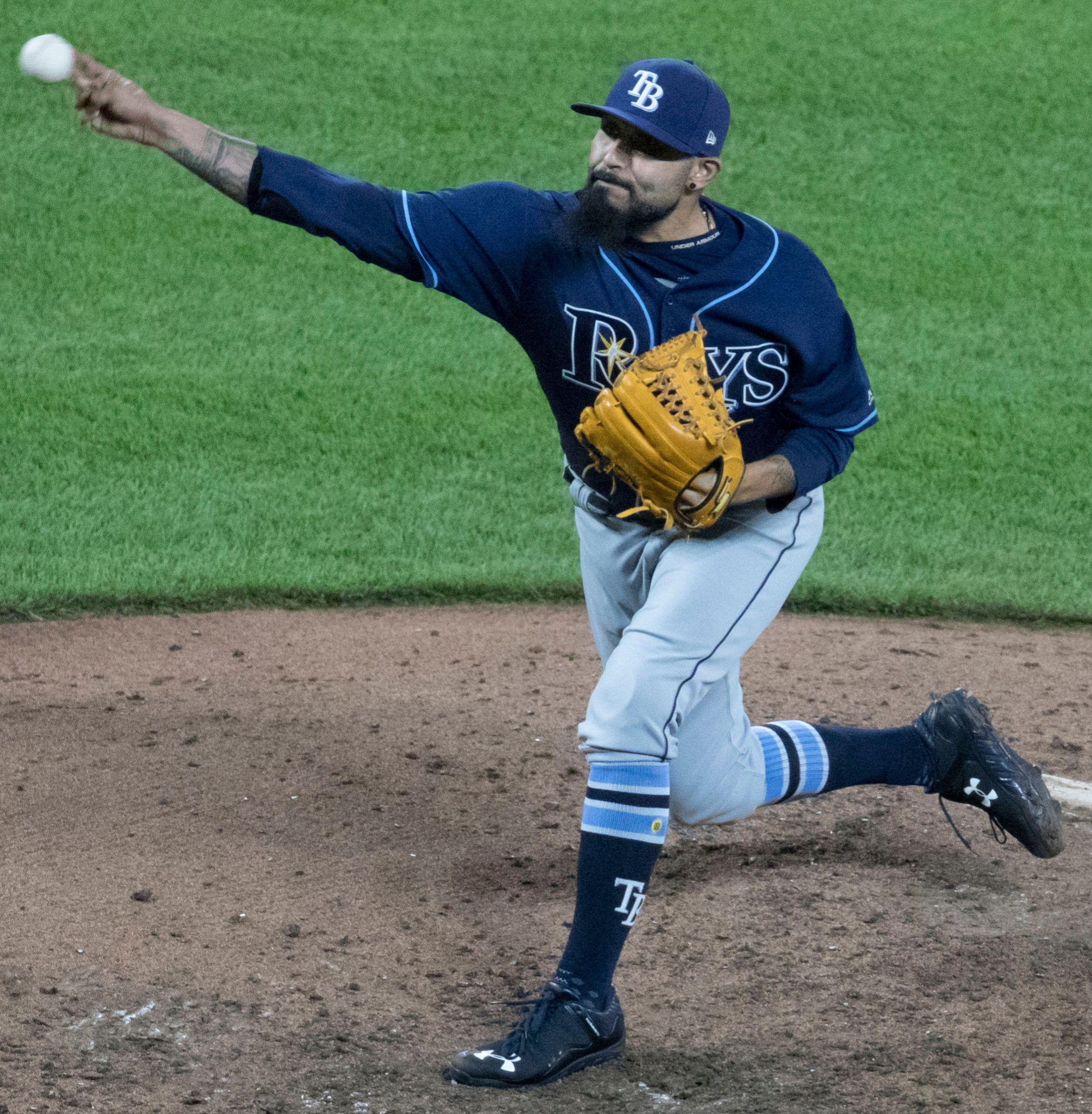
塞尔吉奥·罗莫(Sergio Romo)在2018年担任坦帕湾光芒队的先发投手。

在棒球比赛中，开场投手是是一名专门负责在比赛开始时取得前几个出局的投手，随后被长中继投手或先发投手替换。担任开场投手的通常是本职为救援投手的球员。这一策略在2018年赛季美国职业棒球大联盟的坦帕湾光芒队频繁采用，随后也被其他球队采用。

## 历史
到了20世纪80年代，美国职业棒球大联盟的球队采用了由五名先发投手组成的先发轮值制度，现役名单上的所有其他投手都担任救援投手。传统上，先发投手被期望在比赛中投球的局数最多。先发投手通常会一直投球直到投球数限制、直到遇到困难或者直到比赛结束。

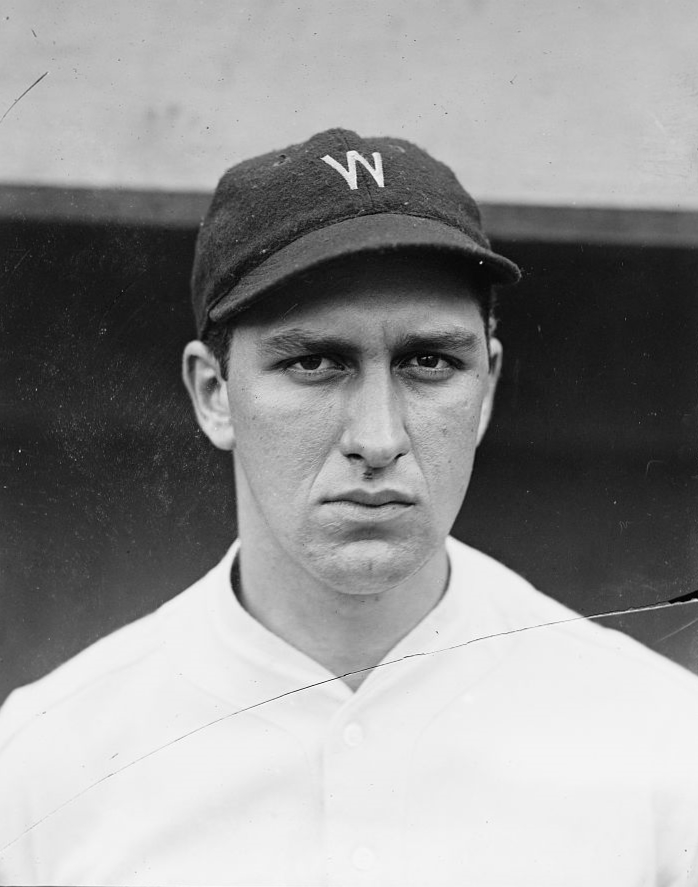
1924年MLB世界大赛中，科利·奥格登 (Curly Ogden)代表华盛顿参议员队投球。

在1924年世界大赛的第7场比赛中，华盛顿参议员队派出右投手柯利·奥格登（Curly Ogden）仅对抗了两名打者，然后换上了一个左投手，目的是让对手的左打击阵容受限制。同样，在1990年国家联盟冠军赛中，匹兹堡海盗队决定首发右投手泰德·鲍尔（Ted Power）然后再派出宣布的先发左投手赞恩·史密斯（Zane Smith），试图让辛辛那提红人队改变他们的击球阵容。1993年，奥克兰运动家队的先发轮换表现不佳，球队经理托尼·拉鲁萨和投手教练戴夫·邓肯（Dave Duncan）将他们的投手分成了两组，其中一组是专职中继投手。尽管这一实验只持续了六场比赛，然后奥克兰运动员队就回归到了传统的先发轮换阵容，但1993年奥克兰运动家队的罗恩·达令将其称为“今日所见的先驱”。拉鲁萨和邓肯也在2007年美国职棒大联盟赛季的最后一天使用了开场投手策略，当时他们所在的圣路易斯红雀队将球交给了长期以来拥有358次职业救援和702次中继出场记录的终结者特洛伊·帕西瓦尔，这也是他唯一的一次先发出场。帕西瓦尔投了一局后被基普·威尔斯（Kip Wells）替换，威尔斯在296场职业出场中有219场是作为先发投手。
在21世纪，棒球专家提出了先发投手在比赛中面对对方打者的次数越多则其压制效果就越差的观点。2009年，比尔·詹姆斯在线的作家戴夫·弗莱明（Dave Fleming）撰文提出了一个名为“3-3-3轮换”的方案，建议投手在比赛中限制投三局。SB Nation的Beyond the Box Score的作家布莱恩·格罗斯尼克（Bryan Grosnick）在2013年的一篇文章中建议，使用一到两局的开场投手，然后交给一个更传统的先发投手。在2016年的书《Ahead of the Curve》中，布莱恩·肯尼（Brian Kenny）提出了可能使用开场投手的建议，指出得分最高的一局通常是第一局，因此球队应该使用中继投手来压制对方打线的开局。

## 2018年美国职业棒球大联盟赛季
坦帕湾光芒队在2018赛季试验使用开场投手的策略，首次在5月19日采用。第一个被选为开场投手的是塞尔吉奥·罗莫（Sergio Romo），他是一名经验丰富的终结者。罗莫在5月22日和23日再次担任开场投手。光芒队在6月将罗莫恢复为终结者，并继续使用开场投手，主要由莱恩·斯坦内克（Ryne Stanek）、迭戈·卡斯蒂略（Diego Castillo）和亨特·伍德（Hunter Wood）担任这一角色，常常在开场投手之后立即使用莱恩·亚布罗（Ryan Yarbrough）、乔尼·奇里诺斯（Yonny Chirinos）和杰伦·比克斯（Jalen Beeks）。光芒队在开始使用这一策略后，球队的自责分率下降。光芒队的开场投手在总计93局的投球中取得了3.97的ERA，优于联盟平均的4.15 ERA。在夏季，光芒队还在他们的双A级和三A级附属球队中试验了开场投手策略。

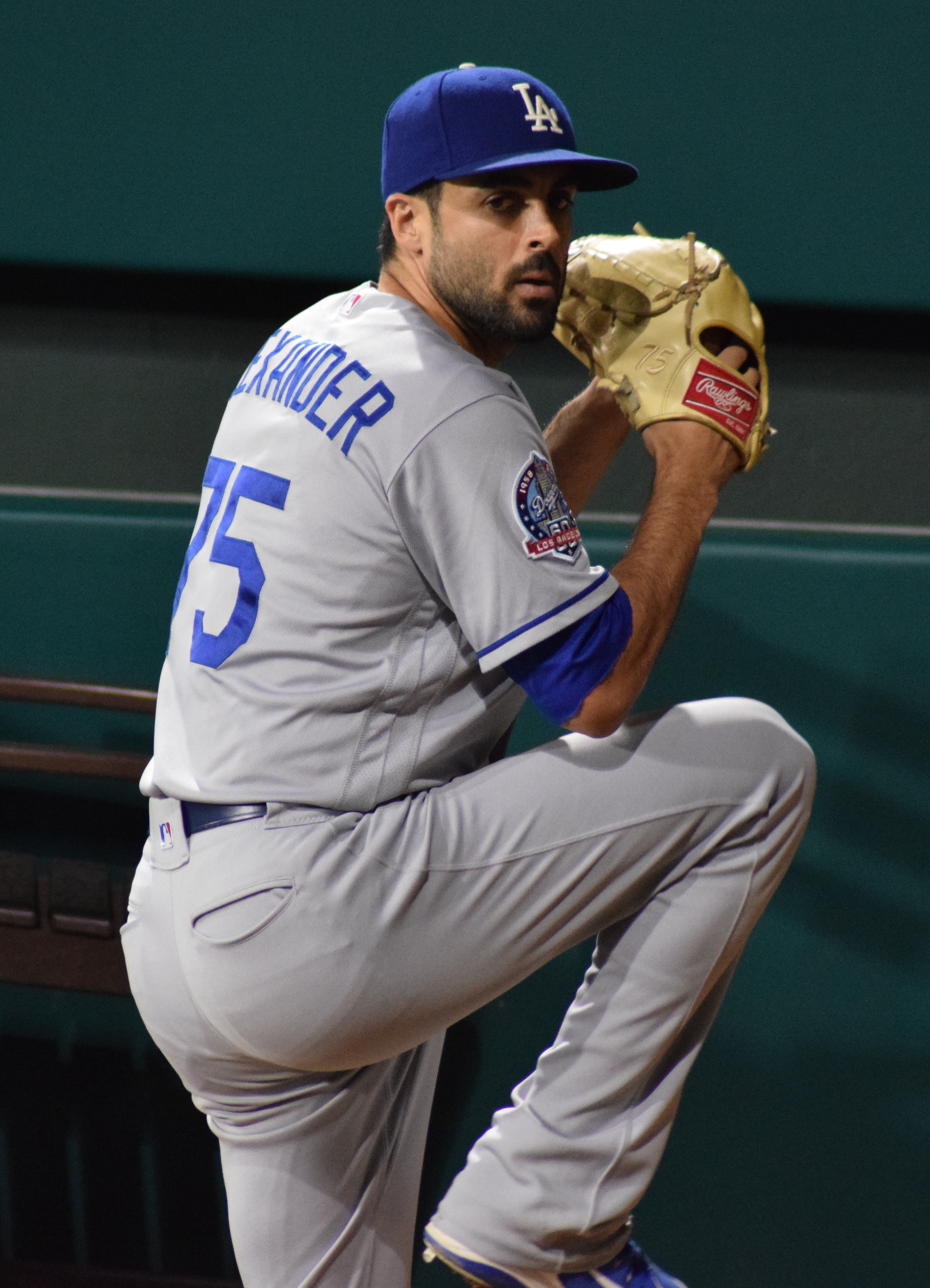
洛杉矶道奇队的斯科特·亚历山大

在2018年6月，由于先发投手阵容中的伤病，洛杉矶道奇队使用斯科特·亚历山大（Scott Alexander）作为开场投手。明尼苏达双城队、奥克兰运动家队和德州游骑兵队也在2018赛季的最后一个月中采用了开场投手的策略。在九场奥克兰运动员队于9月份使用开场投手策略的比赛中（利亚姆·亨德里克斯在其中八场比赛中担任开场投手），他们取得了4胜5负的战绩，以及1.86的自责分率（ERA）。奥克兰运动员队还选择在2018年美国联盟外卡赛的中使用亨德里克斯作为开场投手，但没有成功。2018年MLB国家联盟冠军系列赛中，密尔沃基酿酒人队在第5场比赛中将先发投手韦德·迈利作为开场投手使用。他仅对抗了一个打者就被替换下场，成为大联盟季后赛历史上第二位开始比赛并只对抗一个打者的投手。

## 2019年美国职业棒球大联盟赛季

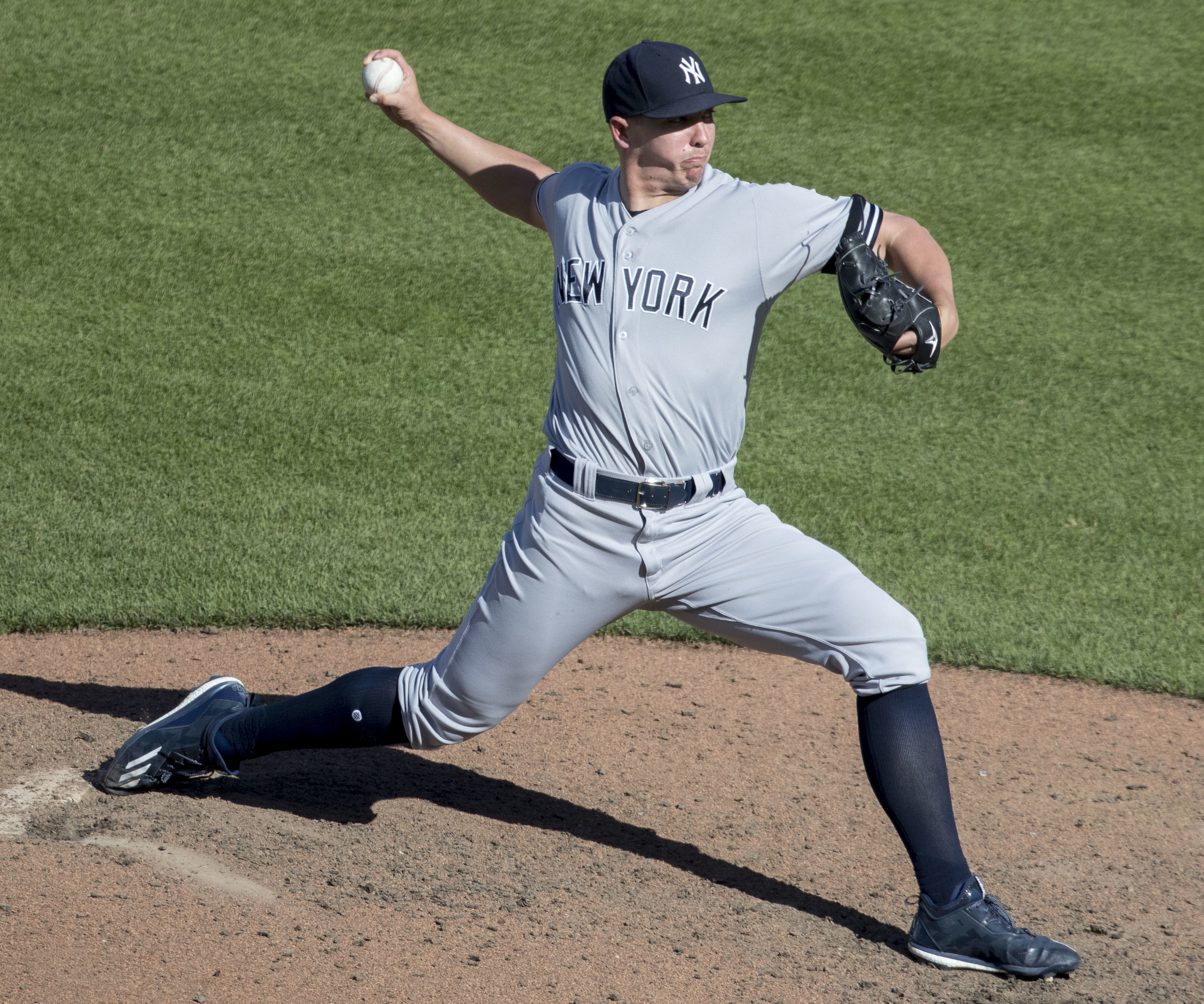
纽约洋基队的查德·格林

坦帕湾光芒队继续在许多比赛中使用开场投手，莱恩·斯坦内克（Ryne Stanek）经常担任这一角色。然而，对开场投手策略的兴趣和使用比上一赛季要少得多。纽约洋基队因为有三名先发投手在伤病名单上，使用救援投手查德·格林作为开场投手。格林通常投前一两局，然后将比赛交给长中继投手。在2019年常规赛期间，格林为洋基队首发了15场比赛，洋基队赢得了其中的11场比赛。洛杉矶天使队在7月12日的一场比赛中使用开场投手投出了一场无安打比赛，泰勒·科尔（Taylor Cole）投了前两局，菲利克斯·佩纳投了最后七局，他们以13比0击败了西雅图水手队。

## 优点
这一策略的优势在于，开场投手通常是擅长快速球的投手，可以在对方通常在打线的前段最危险的打者。若开场投手成功，接下来的投手的任务会更轻松，因为他们将面对威胁较小的打者。这个策略还可以扰乱打线前段打者的节奏，因为他们不习惯每次打击时看到不同的投手，并且允许通常的先发投手面对打线前段打者的次数减少到两次而不是三次。
从球队成本角度来看，这一策略使球队可以更多地使用仍处于低薪合同期的救援投手，从而可能减少对先发投手的薪资支出，因为先发投手的使用次数减少了。此外，投手不作为首发出场使他们不太可能获得胜负决策或“比赛首发”数据，这会在随后的仲裁听证会和未来合同谈判中的财务补偿方面产生很大影响。

## 外部资料
- Kenny, Brian. . Simon & Schuster. 2016. ISBN 9781501106330.
- Miller, Sam. . ESPN. October 4, 2018  [October 4, 2018]. （原始内容存档于2018-10-04）.